# Festival Internacional de Jazz y Blues de Pontevedra
El Festival Internacional de Jazz y Blues de Pontevedra es un festival de jazz y blues que se celebra durante el verano en la ciudad española de Pontevedra. 
En él han participado músicos de notable fama como Johnny Winter, John Scofield o Solomon Burke, entre otros. Los conciertos se han compatibilizado durante años con el ciclo formativo Pontejazz, con talleres, jam sessions y actuaciones itinerantes por todo el centro histórico de la ciudad.

## Historia
El Festival Internacional de Jazz y Blues de Pontevedra se inició en 1993, celebrándose a partir de entonces en la Plaza de Teucro, cada agosto. En 1997, se trasladó a la segunda quincena del mes de julio, y en 1999 se incorporaron las jam sessions al programa.
Es el segundo festival de jazz y blues más antiguo de Galicia. A lo largo de sus ediciones, la alta calidad de los participantes ha logrado darle una notable repercusión tanto a nivel nacional como internacional. Artistas internacionales de renombre, como Janiva Magness y Ruthie Foster, han participado en el festival.
En 2023 el festival pasó a celebrarse de nuevo en el mes de agosto, como en sus inicios.

## Descripción
Celebrado en la última semana de julio en la mayoría de sus ediciones o en agosto en sus inicios y en la actualidad, el festival se enfoca en destacar a figuras prominentes del mundo del jazz y ofrecer actuaciones de diversas corrientes jazzísticas, incluyendo tanto jazz tradicional como vanguardista, blues y soul. El evento presenta conciertos, y en el pasado jazz en la calle y jam sessions, con una programación que incluye presentaciones gratuitas de artistas internacionales de jazz, que constituyen la mayor parte del programa, y de blues. Además, el festival presta especial atención a los músicos gallegos y a las actividades educativas a través de su Ciclo Ponte Jazz.

### Escenarios
Los escenarios del festival para los conciertos nocturnos han sido la Plaza de Teucro en el pasado y la Plaza de la Herrería como epicentro en la actualidad, ambas ubicadas en el centro histórico de Pontevedra. La Plaza de Teucro, que ha sido sede de las actuaciones del festival durante años, ofrecía un ambiente íntimo en un magnífico entorno arquitectónico.
Además, las jam sessions se llevaron a cabo en el pasado en lugares como la Sala Karma y el Club Náutico. El Ciclo Ponte Jazz y algunos conciertos específicos se realizaron en el Teatro Principal, en la Plaza de la Peregrina, y en el Auditorio del Palacio de Congresos y Exposiciones de Pontevedra.

## Ediciones
I edición, 1993
- Ñaco Goñi & Malcolm Blues Band
- Guns and Butter
- Tonky Blues Band
- Malik Yaqub Cuarteto

II edición, 1994
- Grupo Chekeré
- Philip Goodman and Blues Machine
- Sheila Cuffi
- Lou Bennett.

III edición, 1995
- Clarence Gatemouth Brown
- Canal Street Jazz Band
- Guerra Traction
- Franck Ash Blues Band
- Biella da Costa

IV edición, 1996
- Tete Montoliu
- Joe Louis Walker and the Bosstalkers
- Margaret Allison and the Angelic Gospel Singers

V edición, 1997
- Nicholas Payton & the Gumbo Nouveau Band
- Milt Jackson & Hank Jones All Star Quartet
- Carrie Smith Quartet

VI edición, 1998
- Ray Barretto & the New World Spirit
- Nani García
- Perico Sambeat y Pili Pili

VII edición, 1999
- Kenny Neal Blues Band
- Charmin Michelle & Tuxedo Big Band.

Para la jam session: 
- Nicholas Payton
- Terell Stafford
- Peter Washington
- Peter Bernstein
- Harry Allen
- Eric Alexander.

VIII edición, 2000
- Maceo Parker
- Hook Herrera Blues Band
- Lonnie Smith

IX edición, 2001
- Abe Rábade Trío
- Jimmy Scott & the Jazz Expressions
- Patricia Barber Trio
- The Northern Kentucky Brotherhood Singers

X edición, 2002
- Ghú! Project
- Pablo Castaño Quintet
- Sumrrá
- Andy Philips
- La Callejazz Trío
- Jane Monheit
- Tri-Continental + Taj Mahal  & The Hula Blues Band
- Baldo Martínez
- Joe Zawinul & The Zawinul Syndicate

XI edición, 2003
- Alberto Conde Trío
- Orquestra de jazz do Morrazo (con Graciela Rodríguez)
- SPJ - Pontevedra Jazz Group
- Nando Lago Jazz Quartet
- Chano Domínguez Trío
- Dianne Reeves
- Lucky Peterson
- Maria João (cantante) e Mário Laginha

XII edición, 2004
- Grémio das Músicas (Faro)
- Zé Pedro & SPJ- Pontevedra Jazz Group
- Albert Bover & SPJ - Pontevedra Jazz Group
- Zé Eduard Unit
- McCoy Tyner Trio,
- John Scofield Trio
- Bettye LaVette
- Roy Hargrove - The RH Factor

XIII edición, 2005
- João Guimarães + SPJ Group
- TGB (Lisboa)
- Sumrrá
- The Ultimate Jazz Earth-Tet

Jam session: 
- João Guimarães + SPJ Group
- Richard Galliano New York Trio
- Esbjörn Svensson Trio
- The Robert Cray Band
- Mavis Staples

XIV edición, 2006
- Big Band Municipio de Nazaré
- New Jazz Frequency
- Doris Cales + SPJ Group
- Martín Brea Quartet
- Telmo Fernández Trío
- Evol Emerpus Quartet
- Jason Moran and the Bandwagon
- Brad Mehldau Trio
- Terry Evans & Band
- Solomon Burke & The Souls Alive Band

XV edición, 2007
- Kurt Elling
- Bojan Z
- The Campbell Brothers
- Walter Smith III
- Xacobe Martínez Antelo Quinteto
- Matt Brewer
- Carlos Azevedo

XVI edición, 2008
- Ambrose Akinmusire Quintet
- Xan Campos Quinteto
- Johnny Winter
- Scott McKeon
- Kenny Barron Trio
- Janiva Magness

XVII edición, 2009
- E.J. Strickland Trio
- Virxilio da Silva Quinteto
- John Scofield Piety Street Band
- Billy Boy Arnold
- Billy Branch
- Lurrie Bell
- The Derek Trucks Band
- Esperanza Spalding

XVIII edición, 2010
- Logan Richardson
- The James Carter Quintet
- Madeleine Peyroux
- Christian Scott
- Zora Young
- Deitra Farr
- Grana Louise

XIX edición, 2011
- Philip Dizack Quartet
- Randy Brecker
- Bill Evans
- Medeski, Martin and Wood
- Bobby Rush
- José James
- Stefano Di Battista

XX edición, 2012
- The Bad Plus con Joshua Redman
- Sharrie Williams
- Keb' Mo'
- Stefon Harris
- Nicholas Payton
- David Sánchez

XXI edición, 2013
- Last Minute Experience
- Alberto Vilas Quinteto
- Shemekia Copeland
- Paco Charlín “Flood”
- Eugene Bridges
- Vijay Iyer Trio

XXII edición, 2014
- Gabriel Peso trío
- Marcos Pin
- Factor E-Reset
- Richard Bona Group
- Robin McKelle & The Flytones
- Eric Bibb Quartet

XXIII edición, 2015
- Felipe Villar Quartet
- Nani García Trío
- Janiva Magness
- Terri Lyne Carrington
- Ruthie Foster
- Virxilio da Silva Quinteto
- Joris Roelofs

XXIV edición, 2016
- Naíma Acuña Cuarteto
- Pontejazz Big Band
- King Solomon Hicks
- Cécile McLorin Salvant
- Sumrrá

XXV edición, 2017
- Miguel Lamas Quartet
- Raynald Colom & Spi Group
- Cory Henry and The Funk Apostles
- DeRobert and The Half-Truths
- Gregory Porter

XXVI edición, 2018
- Alfonso Calvo Septet
- Nomads
- Don Bryant and The Bo-Keys
- Abe Rábade Trío
- Walter "Wolfman" Washington & The Roadmasters
- Stefano Bollani Quintet

XXVII edición, 2019
- Mr. River
- Álvaro del Valle Quartet
- Joey DeFrancesco
- Judith Hill
- José James
- Gabriel Peso Trío

XXVIII edición, 2022
- Jeffery Davis Quartet
- André B. Silva
- Andrea Motis
- Ida Nielsen
- Samantha Fish

XXIX edición, 2023
- Gisele Jackson and The Shu Shu’s
- Acantha Lang
- Vanessa Collier
- Pablo Patiño "Flor"
- Mr River Night Court

XXX edición, 2024
- Rick Estrin & The Nightcats[18]
- Jeff Cascaro
- Richard Bona[19]
- Iago Banet
- Antilia
- Sempasúchil

XXXI edición, 2025
- Robben Ford[21][22][23]
- John Németh [24]
- Verónica Swift
- Litet Steg
- Allo Negro